# Columba janthina
Columba janthina é uma espécie de ave da família Columbidae.
Pode ser encontrada nos seguintes países: China, Japão, Coreia do Sul, Rússia e Taiwan.
Os seus habitats naturais são: florestas temperadas e florestas subtropicais ou tropicais húmidas de baixa altitude.
Está ameaçada por perda de habitat.